# Sphagnum capillifolioides
Sphagnum capillifolioides är en bladmossart som beskrevs av Breutel 1824. Sphagnum capillifolioides ingår i släktet vitmossor, och familjen Sphagnaceae. Inga underarter finns listade i Catalogue of Life.